# Pingüí crestadaurat
El pingüí crestadaurat (Eudyptes chrysolophus) és un ocell marí de la família dels esfeníscids (Spheniscidae). És un dels coneguts com pingüins crestats, a causa de les contrastades plomes daurades que llueixen al cap.

## Morfologia
És un pingüí de mitjana grandària, que fa 66 - 76 cm de llargària i que pot pesar de 3,3 a 6,4 kg. Parts superiors i cap de color negre. Parts inferiors blanques. Línia de llargues plomes de color daurat amb la punta negra, des de l'obertura nasal, per dalt de l'ull i per sota del capell corbats cap amunt a partir de la comissura bucal. Les plomes daurades més llargues es troben per sobre i darrere de l'ull. Bec rogenc, amb rosa en la base. Potes rosa. Els joves són semblants, amb les crestes del cap menys desenvolupades i de color groc.

## Ecologia
D'hàbits pelàgics, cria en illes dels oceans meridionals, a les Malvines, Geòrgia del Sud, Sandwich del Sud, Òrcades del Sud, Shetland del Sud, Bouvet, Príncep Eduard, Marion, Crozet, Kerguelen, Heard, Desolación i Diego Ramírez i illes properes a l'Antàrtida.
Com altres pingüins crestats, s'alimenten de crustacis, en gran part krill, a més de cefalòpodes i peixos.
Aquests pingüins realitzen les còpules a finals d'octubre i fan la posta a principis de novembre. El niu és una cavitat poc profunda a terra, amb algunes pedres o material vegetal. Ponen dos ous, el primer d'ells molt més petits que el segon, normalment no sobreviu. Els dos pares fan torns per covar els ous durant unes cinc setmanes. Quan no estan són protegits pels mascles adults, els pollets formen guarderies per mantenir la calor i estar protegits. Una vegada que han crescut les plomes, al voltant de 60-70 dies, les joves estan preparats per sortir al mar pel seu compte.